# Iranusa uvarovi
Iranusa uvarovi är en insektsart som beskrevs av Ünal 2006. Iranusa uvarovi ingår i släktet Iranusa och familjen vårtbitare. Inga underarter finns listade i Catalogue of Life.